# Marko Pavić
Marko Pavić (né le 18 juin 1979 à Zagreb) est un ingénieur et homme politique croate.

## Biographie
Après des études d’ingénieur en géophysique à l’université de Zagreb, Marko Pavić s’intéresse aux thématiques de la vulgarisation scientifique, de l’éducation et de la jeunesse.
En décembre 2016, il est nommé secrétaire d’état au ministère du Travail et des Retraites ; il accède au poste de ministre au sein du gouvernement croate le 9 juin 2017.